# باربی (فیلم)
باربی (انگلیسی: Barbie) فیلم کمدی فانتزی آمریکایی محصول ۲۰۲۳ به کارگردانی گرتا گرویگ است که فیلم‌نامه را به‌همراه نوآ بامباک نوشت. این فیلم مبتنی بر عروسک‌های باربی از شرکت متل است و نخستین لایو اکشن ساخته‌شده بر اساس این عروسک پس از مجموعه‌ای از فیلم‌های تلویزیونی و انیمیشن به‌شمار می‌رود. مارگو رابی نقش باربی و رایان گاسلینگ نقش کن را ایفا می‌کند که به‌دنبال وقوع بحران وجودی، به سفر خودشناسی می‌روند. دیگر گروه بازیگران شامل آمریکا فررا، کیت مک‌کینون، ایسا رای، رئا پرلمان و ویل فرل می‌شوند.
لایواکشن فیلم باربی در سپتامبر ۲۰۰۹ به‌وسیلهٔ یونیورسال پیکچرز اعلام شد، اما توسعهٔ آن در سال ۲۰۱۴ پس از اینکه سونی پیکچرز حق پخش سینمایی این شخصیت را به دست آورد، آغاز شد. به‌دنبال تغییر چندبارهٔ نویسنده و کارگردان و انتخاب ایمی شومر و ان هتوی برای ایفای نقش باربی، حق انتشار در اکتبر ۲۰۱۸ به برادران وارنر پیکچرز منتقل شد. گل گدوت پیشنهاد بازی در نقش اصلی را رد کرد و سپس رابی در سال ۲۰۱۹ به‌عنوان بازیگر اصلی انتخاب شد و انتخاب گرویگ به‌عنوان کارگردان و نویسنده مشترک با بامباک در سال ۲۰۲۱ تأیید شد. سایر بازیگران در اوایل سال ۲۰۲۲ معرفی شدند و تصویربرداری اصلی عمدتاً از مارس تا ژوئیهٔ ۲۰۲۲ در استودیوهای برادران وارنر واقع در انگلستان انجام گرفت.
باربی در ۹ ژوئیهٔ ۲۰۲۳ در شراین ادیتوریوم در لس آنجلس به نمایش درآمد و در ۲۱ ژوئیهٔ همان سال به‌وسیلهٔ برادران وارنر پیکچرز در ایالات متحده اکران شد. اکران آن هم‌زمان با فیلم زندگی‌نامه‌ای اوپنهایمر بود و به‌دلیل پدیدهٔ فرهنگی «باربنهایمر» مورد توجه قرار گرفت و باعث شد تا مخاطبان هر دو فیلم را با هم تماشا کنند. این فیلم نقدهای مثبتی کسب کرد و بیش از ۱٫۴۴ میلیارد دلار در سطح جهانی فروش داشت که پرفروش‌ترین فیلم ۲۰۲۳ شد. باربی از سوی هیئت ملی بازبینی و انستیتوی فیلم آمریکا، یکی از ده فیلم برتر سال نام گرفت.

## داستان
باربیِ کلیشه‌ای («باربی») و عروسک‌های دیگر در سرزمینی زندگی می‌کنند: جامعه‌ای مادرسالار با انواع مختلف باربی‌ها، کن‌ها و همچنین گروهی از مدل‌های منسوخ که به‌دلیل ویژگی‌های نامتعارفشان با آن‌ها مانند طردشدگان رفتار می‌شود. در حالی که کن‌ها روز خود را با بازی در ساحل می‌گذرانند و آن را کار خود می‌دانند، باربی‌ها مشاغل معتبری مانند پزشکی، حقوقی و سیاستمداری دارند. کنِ ساحلی («کن») فقط زمانی خوشحال است که به‌همراه باربی و به‌دنبال رابطه نزدیک‌تر با او باشد، اما باربی او را به‌خاطر سایر فعالیت‌ها و دوستی‌های زنانه رد می‌کند.
یک شب در مهمانی رقص، باربی ناگهان دچار نگرانی دربارهٔ مرگ می‌شود. یک‌شبه، او دچار بوی بد دهان، سلولیت و صافی کف پا می‌شود که روز بعد روال معمول او را مختل می‌سازد. باربی عجیب و غریب (یک طردشده به‌دلیل تغییر شکلش) به او می‌گوید که باید کودکی را پیدا کند که در دنیای واقعی با او بازی می‌کند تا دردهایش را درمان کند. کن در خودروی کروکی باربی می‌نشیند تا به او ملحق شود، که باربی با اکراه موافقت می‌کند.
با رسیدن به ساحل ونیز، باربی به صورت مردی به خاطر دست‌مالی مشت می‌زد که منجر به دستگیری کوتاه‌مدت او و کن می‌شود. مدیر عامل متل که از حضور آن‌ها در دنیای واقعی نگران است، دستور بازپس‌گیری آن‌ها را می‌دهد. باربی صاحب خود، دختری نوجوان به نام ساشا را پیدا می‌کند. ساشا از او به‌دلیل تشویق به استانداردهای زیبایی غیرواقع‌گرایانه انتقاد می‌کند. باربیِ آشفته متوجه می‌شود که گلوریا، کارمند متل و مادر ساشا، پس از اینکه گلوریا شروع به بازی با اسباب‌بازی‌های باربی قدیمی ساشا در حالتی مشابه کرد، به‌طور غیرمنتظره بحران وجودی باربی را تسریع کرد. متل سعی می‌کند باربی را در جعبه اسباب بازی قرار دهد تا دوباره او را بازتولید کند، اما او با کمک گلوریا و ساشا فرار می‌کند و این سه به همراه مدیران متل که در تعقیب آن‌ها هستند، به سرزمین باربی می‌روند.
در همین حین، کن با سیستم پدرسالاری آشنا می‌شود و برای نخستین بار احساس مورد احترامی می‌کند. با بازگشت به سرزمین باربی، او کن‌های دیگر را متقاعد می‌کند که مسئولیت‌ها را بر عهده بگیرند و باربی‌ها به نقش‌های سلطه‌پذیر، مانند دوست‌دختر، زنان خانه‌دار، و خدمتکار تلقین می‌شوند. باربی از راه می‌رسد و تلاش می‌کند تا کن و باربی‌ها را متقاعد کند که به حالت قبل برگردند، اما موفقیتی حاصل نمی‌شود. او افسرده می‌شود، اما گلوریا یک سخنرانی الهام‌بخش در مورد انتظارات متضاد جامعه از زنان ارائه می‌دهد و اعتماد به نفس باربی را بازمی‌گرداند.
با کمک ساشا، باربی عجیب‌وغریب، آلن و عروسک‌های منسوخ‌شده، گلوریا، باربی‌ها را متقاعد می‌کنند که خودشان را از فرمان‌برداری رها کنند. باربی‌ها بر کن‌ها را اعمال نفوذ می‌کنند تا بین خودشان دعوا کنند، و حواس آن‌ها را از ثبت برتری مردان در قانون اساسی سرزمین باربی منحرف می‌کنند و باربی‌ها دوباره قدرت را به دست می‌گیرند. باربی‌ها که اکنون تبعیض سازمان‌یافته را تجربه کرده‌اند، تصمیم می‌گیرند تا ایرادات جامعه قبلی خود را اصلاح کنند و بر رفتار بهتر با کن‌ها و همه طردشدگان تأکید کنند.
باربی و کن با اذعان به اشتباهات خود از یکدیگر عذرخواهی می‌کنند. کن گلایه می‌کند که بدون باربی هدفی ندارد، بنابراین باربی او را تشویق می‌کند تا یک هویت مستقل پیدا کند. باربی که هنوز از هویت خود مطمئن نیست، با روح روث هندلر، یکی از بنیان‌گذاران متل و خالق عروسک باربی، ملاقات می‌کند. هندلر توضیح می‌دهد که داستان باربی پایان مشخصی ندارد و تاریخ همیشه در حال تحول او از ریشه‌هایش پیشی گرفته است.
پس از خداحافظی با باربی‌ها، کن‌ها و مدیران اجرایی متل، او تصمیم می‌گیرد انسان شود و به دنیای واقعی بازگردد. مدتی بعد، گلوریا، همسرش و ساشا، باربی را که اکنون با نام «باربرا هندلر» شناخته می‌شود، به نخستین قرار ملاقات با پزشک زنان می‌برند.

## بازیگران
- مارگو رابی در نقش باربی؛ اغلب از او با نام «باربی کلیشه‌ای» یاد می‌شود.[۱۰][۱۱]
- دیگر بازیگران انواع باربی:
  - ایسا رای در نقش باربی رئیس‌جمهور[۱۲][۱۳]
  - کیت مک‌کینون در نقش باربی عجیب‌وغریب[۱۴][۱۳]
  - الکساندرا شیپ در نقش باربی نویسنده[۱۵][۱۳]
  - اما مکی در نقش باربی فیزیک‌دان[۱۶][۱۳]
  - هری نف در نقش دکتر باربی[۱۳]
  - شارون رونی در نقش باربی وکیل[۱۲]
  - آنا کروز کین در نقش باربی قاضی[۱۲][۱۳]
  - ریتو آریا در نقش باربی روزنامه‌نگار[۱۲][۱۳]
  - دوآ لیپا در نقش باربی پری دریایی[۱۷][۱۳]
  - نیکولا کوگلن در نقش باربی دیپلمات[۱۲][۱۳]
  - امرالد فنل در نقش میج[۱۸]
- رایان گاسلینگ در نقش کن؛ اغلب از او با نام «باربی ساحلی» یاد می‌شود.[۱۹]
- دیگر بازیگران انواع کن:
  - سیمو لیو در نقش کن توریست/ «کن رقیب»[۲۰][۲۱][۱۳]
  - کینگزلی بن‌ادیر در نقش کن بسکتبالیست[۱۲]
  - شوتی گتوا در نقش هنرمند کن[۲۰][۱۲]
  - اسکات ایوانز در نقش کن کلیشه‌ای[۱۲]
  - جان سینا در نقش کنمید، دریامرد کن[۲۲][۲۳]
- مایکل سرا در نقش آلن[۲۴]
- آمریکا فررا در نقش گلوریا، کارمند متل که در دنیای واقعی به باربی کمک می‌کند[۲۵]
- آریانا گرینبلات در نقش ساشا، دختر گلوریا[۲۶][۲۷]
- رئا پرلمان در نقش روث هندلر، یکی از بنیان‌گذاران متل[۳]
- هلن میرن در نقش گوینده[۲۸]
- ویل فرل در نقش مدیر عامل اجرایی متل[۲۹]
- کانر سوییندلز در نقش آرون دینکینز، کارمند سطح پایین متل
- جیمی دمیتریو در نقش مدیر ارشد مالی متل
- اریکا فورد در نقش اسکیپر[۳۰]
- هانا خلیق-براون در نقش اسکیپدر «رشدکننده»[۳۱]
- متی ناریوت در نقش باربی ویدیو گرل
- ماریسا آبلا در نقش باربی تین تاک[۳۲]
- لوسی بوینتون در نقش باربی پروست
- راب برایدون در نقش کن شوگر ددی[۱۲]
- تام استرتن در نقش کن جادویی گوشواره[۳۳]
- آن روث در نقش زن روی نیمکت[۳۴]
- لورن هولت در نقش تایم مام[۳۵][۳۶]
- رایان پیرز ویلیامز در نقش همسر گلوریا[۳۷]

## تولید

### توسعه
ساخت فیلمی بر اساس خط اسباب‌بازی باربی در سپتامبر ۲۰۰۹ آغاز شد. در آن زمان اعلام شد شرکت متل برای توسعهٔ پروژه با یونیورسال پیکچرز قرارداد شراکت بسته و لارنس مارک به‌عنوان تهیه‌کننده انتخاب شده است، اما چیزی به نتیجه نرسید. در آوریل ۲۰۱۴، متل با سونی پیکچرز برای ساخت فیلم شروع به همکاری کرد. اعلام شد که جنی بیکس فیلم‌نامه را می‌نویسد و لوری مک‌دونالد و والتر اف. پارکس فیلم را از طریق علامت پارکس+مک‌دونالد ایمیح نیشن می‌سازند. در مارس ۲۰۱۵، دیابلو کودی برای بازنویسی فیلم‌نامه وارد پروژه شد و ایمی پاسکال به تیم تهیه‌کنندگی پیوست. سونی دوباره اواخر همان سال فیلم‌نامه را بازنویسی کرد و لیندسی بیر، برت وی. رویال و هیلاری وینستون را برای نوشتن پیش‌نویس فیلم‌نامه استخدام کرد.
در دسامبر ۲۰۱۶، ایمی شومر برای بازی در نقش اصلی (در کنار فیلم‌نامه نوشتهٔ وینستون) وارد مذاکره شد. شومر به همراه خواهرش کیم کارامل، به بازنویسی فیلم‌نامه کمک کرد. در مارس ۲۰۱۷، شومر از مذاکرات خارج شد و دلیلش را تضاد برنامه‌ریزی این پروژه با فیلم‌برداری دیگر پروژه‌هایش در ژوئن ۲۰۱۷ دانست. او در سال ۲۰۲۳ اعلام کرد که به‌دلیل اختلاف دیدگاه با تهیه‌کنندگان، از پروژه خارج شد. در ژوئیهٔ ۲۰۱۷، ان هتوی برای بازی در نقش باربی مد نظر بود و سونی، اولیویا میلچ را برای بازنویسی فیلم‌نامه استخدام کرد و به آلته‌آ جونز مراجعه کرد تا آن را کارگردانی کند و هتوی به بازی در آن نقش علاقه‌مند شود. جونز تا مارس ۲۰۱۸ به تیم کارگردانی پیوست. اما، انقضای اختیار سونی بر این پروژه در اکتبر ۲۰۱۸ و انتقال آن به برادران وارنر پیکچرز باعث خروج هتوی، جونز، مک‌دونالد، پارکس و پاسکال از پروژه شد. مارگو رابی برای این نقش وارد مذاکرات اولیه شد و پتی جنکینز مدت کوتاهی در سمت کارگردانی در نظر گرفته شد.  انتخاب رابی به‌عنوان بازیگر نقش اصلی در ژوئیه ۲۰۱۹ تأیید شد و اکنون گرتا گرویگ و نوآ بامباک فیلم‌نامه آن را می‌نویسند. گرویگ در ژوئیهٔ ۲۰۲۱ برای کارگردانی این فیلم قرارداد امضا کرد. رابی گفت هدف این فیلم دگرگونی انتظارات و ارائه «چیزی که نمی‌دانستید می‌خواهید» به مخاطبان است.

### انتخاب بازیگران
در اکتبر ۲۰۲۱، رایان گاسلینگ وارد مذاکرات نهایی برای پیوستن به گروه بازیگران و ایفای نقش کن شد. در فوریهٔ ۲۰۲۲، آمریکا فررا، سیمو لیو و کیت مک‌کینون به بازیگران پیوستند. لیو پس از آنکه مدیر برنامه‌اش فیلم‌نامه را یکی از بهترین فیلم‌نامه‌هایی که تا به حال خوانده عنوان کرد، برای فیلم تست بازیگری داد. در مارس ۲۰۲۲، آریانا گرینبلات، الکساندرا شیپ و اما مکی در گروه بازیگران بودند. ویل فرل در آوریل به بازیگران ملحق شد و دیگر بازیگران ملحق‌شده، ایسا رای، مایکل سرا، هری نف، کینگزلی بن‌ادیر، رئا پرلمان، شوتی گتوا، امرالد فنل، شارون رونی، اسکات ایوانز، آنا کروز کاین، کانر سوییندلز، ریتو آریا و جیمی دمتریو بودند.
طی مراحل انتخاب بازیگر، گرویگ و رابی به دنبال بازیگرانی با «انرژی باربی» (که به‌عنوان «ترکیب وصف‌ناپذیر خاصی از زیبایی و شور و نشاط» توصیف شد) بودند. مکی در مصاحبه‌ای با امپایر گفت بسیاری از بازیگران مکمل، نقش باربی و کن را بازی خواهند کرد. رابی در مصاحبه‌ای با وگ گفت که گل گدوت را به‌عنوان بازیگر نقش باربی می‌خواست، اما گدوت به دلیل زمان‌بندی در دسترس نبود. هلن میرن تریلر فیلم را گویندگی می‌کند و همچنین نقش کوتاهی را برای فیلم ضبط کرده است. گرویگ برای نقش‌های کوتاه، به‌دنبال همکاران قدیمی‌اش، سرشه رونان و تیموتی شالامی بود، اما هیچ‌کدام در دسترس نبودند.

### فیلم‌برداری
تصویربرداری اصلی در مارس ۲۰۲۲ در استودیو برادران وارنر، لیوسدن در انگلستان آغاز شد و در ۲۱ ژوئیهٔ ۲۰۲۲ به پایان رسید. از جمله مکان‌های قابل توجه فیلم‌برداری، پارک اسکیت ساحلی ونیز در لس آنجلس، کالیفرنیا بود. رودریگو پریتو به‌عنوان فیلم‌بردار انتخاب شد. فیلم‌برداری مجدد در آوریل ۲۰۲۳ در لس آنجلس صورت گرفت.

## بازاریابی
باربی با کمپین بازاریابی گسترده‌ای تبلیغ شد. نشریهٔ تجاری ورایتی گزارش داد که برادران وارنر ۱۵۰ میلیون دلار برای بازاریابی باربی هزینه کرده است که بیش‌تر از بودجهٔ ۱۴۵ میلیون دلاری ساخت خود فیلم بوده است.

## انتشار
مراسم افتتاحیهٔ باربی در ۹ ژوئیهٔ ۲۰۲۳ در لس آنجلس برگزار شد. این فیلم در ۱۳ ژوئیهٔ در لندن به نمایش درآمد. باربی در ۲۱ ژوئیهٔ در سینماهای ایالات متحده اکران شد.
تاریخ اکران باربی همزمان با اوپنهایمر ساختهٔ کریستوفر نولان بود. این دو فیلم به‌علت تفاوت در لحن و ژانر، مورد توجه کاربران شبکه‌های اجتماعی قرار گرفت. این روند «باربنهایمر» نام گرفت. کیلین مورفی، ستارهٔ اوپنهایمر، پیشنهاد کرد مخاطبان هر دو فیلم را در یک روز ببینند. میشل گلدبرگ در نیویورک تایمز، اکران فیلم، استقبال پرشور مردم، و گفتمان انتقادی مرتبط با آن را پدیده‌ای فرهنگی در تابستان ۲۰۲۳ توصیف کرد که نشان‌دهنده پذیرش بسترسازی مجددِ جریان اصلی مادینگی است.

## بازخورد

### گیشه
تا ۱۲ سپتامبر ۲۰۲۳، باربی ۶۲۱٫۳ میلیون دلار در ایالات متحده و کانادا و نیز ۷۸۳٫۵ میلیون دلار در سایر کشورها فروش داشته است که فروش جهانی آن در کل به ۱٫۴۰۴ میلیارد دلار رسیده است. موفقیت آن طی آخر هفتهٔ افتتاحیه، «رکوردشکن» توصیف شد و رکوردی را برای فیلمی که دنباله و بازسازی نبود یا ویژگی ابرقهرمانی نداشت، به جا گذاشت.
در ایالات متحده و کانادا، باربی در کنار اوپنهایمر اکران شد و ابتدا پیش‌بینی می‌شد از ۴٬۲۰۰ سینما در آخر هفته افتتاحیه، ۹۰–۱۲۵ میلیون دلار فروش داشته باشد. برادران وارنر آغاز به کاری ۷۵ میلیون دلاری پیش‌بینی کرده بود. دو هفته پیش از اکران، سینماهای ای‌ام‌سی اعلام کرد که بیش از ۲۰٫۰۰۰ عضو ای‌ام‌سی پیش از این بلیت‌های هر دو فیلم را در یک روز رزرو کرده بودند. این فیلم در روز نخست افتتاحیه، ۷۰٫۵ میلیون دلار کسب کرد که شامل ۲۲٫۳ میلیون دلار از پیش نمایش‌های چهارشنبه و پنجشنبه شب بود و هر دو روز بهترین عملکرد سال ۲۰۲۳ را داشتند. افتتاحیهٔ آخر هفته باربی با فروش ۱۶۲ میلیون دلاری، بزرگ‌ترین افتتاحیه پس از پلنگ سیاه: واکاندا تا ابد (۱۸۱٫۳ میلیون دلار در نوامبر ۲۰۲۲) بود. همچنین پس از کاپیتان مارول (۲۰۱۹) برترین افتتاحیه برای یک فیلم به کارگردانی زن را داشت. این فیلم پس از شیرشاه (۲۰۱۹) و هری پاتر و یادگاران مرگ – قسمت دوم (۲۰۱۱)، رتبهٔ سوم فروش در آخر هفته افتتاحیهٔ ژوئیه سال را کسب کرد.
پدیدهٔ باربنهایمر به‌طور گسترده‌ای دلیل افزایش مخاطبان این فیلم دانسته شد، به‌طوری که ۷۹ درصد از بلیت‌های فروخته‌شده در آخر هفته (۵۲٪ برای باربی) مربوط به این دو فیلم بودند؛ یعنی در مجموع ۱۸٫۵ میلیون نفر. در چهارمین روز انتشار، این فیلم از شوالیه تاریکی (۲۰۰۸) که بالاترین فروش روز دوشنبه برای برادران وارنر را داشت، پیشی گرفت و ۲۶٫۱ میلیون دلار کسب کرد.

### منتقدان
باربی مورد تحسین منتقدان قرار گرفت. در وبگاه جمع‌آوری نقد راتن تومیتوز، ٪۸۸ از ۴۶۵ بررسی منتقدان مثبت است، و میانگینِ امتیاز آن ۷٫۹/۱۰ است. اجماع این وبگاه چنین می‌نویسد: «باربی کمدی از لحاظ بصری خیره‌کننده‌ای است که مِزاح برتر آن، هوشمندانه با داستان‌سرایی براندازانه تکمیل می‌شود.» این فیلم در متاکریتیک که از میانگین وزنی استفاده می‌کند، بر اساس نظر ۶۷ منتقدین امتیاز ۸۰ از ۱۰۰ را کسب کرده که نشان‌گر «نقدهای عموماً مطلوب» است. تماشاگران شرکت‌کننده در نظرسنجی سینماسکور، به این فیلم نمرهٔ «A» در مقیاس «A+» تا «F» دادند، در حالی که نظرسنجی‌های پست‌ترک گزارش داد که ۸۹ درصد از مردم دیدگاه مثبتی به فیلم داشته و ۷۹ درصد گفته‌اند قطعاً آن را توصیه می‌کنند.
لی جینگ‌فی، منتقد سینمایی چینی، از طنز و نقد مردسالاری در فیلم باربی تمجید کرد، اما خاطرنشان ساخت که مضامین فیلم اغلب بیش از حد از طریق شعارها پیش برده شده‌اند تا تجربه‌های شخصیت‌های آن.

## مضامین و تحلیل‌ها
همانند خود عروسک باربی، فمینیسم و موضوعات مرتبط با آن در فیلم باربی موضوع بحث و گفت‌وگو بوده است. برخی از نقدها، فیلم را به‌عنوان اثری طنزآمیز در نقد سرمایه‌داری توصیف کرده‌اند، در حالی که برخی دیگر آن را طنزی می‌دانند که از مضامین سرمایه‌داری بهره می‌جوید.

### فلسفه
فیلم باربی به‌عنوان اثری که به کاوش در مضامین اگزیستانسیالیسم می‌پردازد، شناخته شده است. لوسی فورد از نشریه جی‌کیو می‌نویسد که فیلم «به تأمل در چیستی انسانیت، مفهوم 'دیگری'، و این پرسش می‌پردازد که آیا خودمختاری واقعی وجود دارد یا ما صرفاً مهره‌هایی هستیم که بر اساس نیاز دیگران جابه‌جا شده و کنار گذاشته می‌شویم.» فورد اشاره می‌کند که در فیلم، باربی و کن به سفری دوگانه اما برابر برای خودشناسی می‌روند؛ سفری که پس از ورود به دنیای واقعی آغاز می‌شود، جایی که برخلاف آرمان‌شهر زن‌سالار باربی‌لند، با جامعه‌ای مردسالار و ستمگر مواجه می‌شوند. آن‌ها در این مسیر در تقاطع میان خودآگاهی و ایده‌های دیگران گرفتار می‌شوند و با چالش اراده آزاد در برابر قوانین از پیش تعیین‌شده‌ای که مسیر و رفتار آن‌ها را دیکته می‌کند، روبه‌رو می‌گردند. ویبکه دیملینگ، استاد فلسفه دانشگاه کلارک، صحنه‌ای از فیلم که در آن باربی باید بین بازگشت به زندگی بی‌نقص خود در باربی‌لند یا مواجهه با حقیقت وجودی‌اش در دنیای واقعی انتخاب کند، را با آزمایش فکری «ماشین تجربه» رابرت نوزیک، فیلسوف آمریکایی، مقایسه می‌کند. دیملینگ همچنین به این نکته اشاره دارد که جنسیت در باربی‌لند امری نمایشی است و رفتار کن‌ها قبل و بعد از برقراری نظام مردسالارانه در فیلم گواهی بر این مدعاست. آلیسا ویلکینسون از نشریه واکس، باربی‌لند را با باغ عدن در روایت کتاب مقدس مقایسه می‌کند و باربی و کن را به‌عنوان نمونه‌های معکوس آدم و حوا می‌بیند. او معتقد است لحظه‌ای که باربی و کن در دنیای واقعی برای اولین بار احساس خودآگاهی کرده و متوجه نگاه دیگران به خود می‌شوند، به‌عنوان نسخه‌ای از هبوط در فیلم به تصویر کشیده شده است. لی جینگ‌فی، منتقد سینمایی چینی، آگاهی ناگهانی باربی از مرگ را با لحظه‌ای مقایسه می‌کند که گوتاما بودا از کاخ زادگاهش خارج شد و برای اولین بار با رنج و مرگ آشنا گردید؛ لحظه‌ای که در نهایت به روشنگری او انجامید.

### فمینیسم
کتی پیکلز از نشریه The Conversation اظهار داشت که فیلم باربی نشان می‌دهد چگونه نظام زن‌سالار می‌تواند به همان اندازه نظام مردسالار «ناخوشایند» باشد. در باربی‌لند، کن‌ها جنسیتی هستند که مورد شیءانگاری و طرد قرار گرفته‌اند. پیکلز همچنین اشاره می‌کند که قهرمانان واقعی فیلم، شخصیت‌های طردشده‌ای مانند باربی عجیب (Weird Barbie) و آلن هستند که باربی‌ها را از پذیرش وضع موجود رها کرده‌اند. او معتقد است این دیدگاه با مفهوم فمینیسم گرتا گرویگ هم‌خوانی دارد، جایی که «همه در نور آفتاب می‌ایستند».
جک باتلر از نشریه نشنال ریویو با رد این برداشت که فیلم اثری «سطحی، مردستیز و نفرت‌انگیز» است، استدلال می‌کند که باربی در واقع طنزی پسافمینیستی از تصور فمینیست‌ها دربارهٔ یک دنیای ایده‌آل و سلطه مردانه است. او خاطرنشان می‌کند که در دنیای واقعی، کن در تمام تلاش‌هایش برای پیوستن به سلسله‌مراتب مردانه‌ای که ظاهراً بر جهان حاکم است، ناکام می‌ماند. کن باید به باربی‌لند بازگردد تا نظام مردسالاری را برقرار کند، اما این نظام چنان سطحی است که تقریباً به همان سرعتی که برپا می‌شود، فرو می‌پاشد. در همین حال، باربی با بازی مارگو رابی، اگرچه سلطه زنانه را در باربی‌لند بازمی‌گرداند، تصمیم می‌گیرد آنجا نماند و به جای آن، کاملاً انسان شود.
راس دوتت در نیویورک تایمز استدلال می‌کند که فیلم باربی اثری با پیش‌فرض فمینیستی است، اما در عین حال احساساتی پیچیده و گاه مبهم دربارهٔ تأثیرات انقلاب جنسی و آینده فمینیسم دارد. دوتت معتقد است که ماهیت زن‌محور باربی‌لند، دیستوپیایی است که در آن مردان صرفاً «تزیینات» هستند و زنان باردار و کودکان به حاشیه رانده شده‌اند. او فیلم را اثری توصیف می‌کند که «علیه مردسالاری مقاوم است، اما نسبت به جایگزین رئیس‌مآب زنانه نیز محتاط است. فیلم زن‌بودگی و مادرانگی را می‌خواهد، اما بازگشت کن‌ها به قدرت را نمی‌پذیرد و در واقع نمی‌داند مردان باید چه نقشی ایفا کنند».
بسیاری از روزنامه‌نگاران، فیلم باربی را با تور دوره‌ها از تیلور سوئیفت مقایسه کرده‌اند و هر دو را به‌عنوان بازنمایی همزمان زنانگی بازتعریف‌شده در جریان اصلی فرهنگ می‌دانند. میشل گلدبرگ از نیویورک تایمز، اکران فیلم و برگزاری تور، استقبال گسترده عمومی و گفتمان‌های انتقادی مرتبط با آن‌ها را بزرگ‌ترین پدیده‌های فرهنگی تابستان ۲۰۲۳ توصیف می‌کند و توضیح می‌دهد که «در زیر سطح پرانرژی و جذاب پاپ این دو اثر، داستان‌هایی از بلوغ زنان روایت می‌شود که با بحران‌های وجودی و مواجهه‌های تلخ با تبعیض جنسیتی همراه است». بن سیساریو هر دو اثر را نقدی بر مردسالاری می‌داند، در حالی که تالیا لاکریتز از بیزنس اینسایدر معتقد است هر دو «دخترانگی را بازپس می‌گیرند بدون آن‌که قدرت را واگذار کنند». به همین ترتیب، کریس ویلمن اظهار می‌کند که هر دو اثر از مردسالاری به‌عنوان موضوعی برای گواژه استفاده می‌کنند، «در حالی که کاملاً نسبت به مردان دوستانه و پذیرا هستند» و در نهایت به پدیده‌هایی با درآمد میلیارد دلاری تبدیل شده‌اند.

### مردانگی
جین گوئررو در لس آنجلس تایمز به لایه‌ای زیرین در ظاهر فمینیستی فیلم باربی اشاره می‌کند که در آن «جهانی که مردان و احساساتشان را نادیده می‌گیرد، شکلی معکوس از مردسالاری و به همان اندازه ظالمانه است». او می‌افزاید: «این فیلم محصولی نادر در فرهنگ جریان اصلی است که از مردان دعوت می‌کند تا مردانگی را برای خودشان بازتعریف کنند. فیلم به بحران هویت، از دست دادن امید، وعده‌های اقتصادی و هدف زندگی در میان مردان آمریکایی اذعان دارد. این چالش‌ها اغلب توسط ترقی‌خواهان نادیده گرفته می‌شوند، اما به‌شکلی مناسب و مسموم توسط تأثیرگذاران راست‌گرا مانند اندرو تیت و جاش هالی بهره‌برداری می‌شوند. تمرکز دریافت عمومی فیلم بر پیام‌های توانمندسازی زنان بوده است، اما آنچه این داستان را رادیکال می‌کند، دعوت از زنان برای بازاندیشی در فمینیسم است؛ فمینیسمی که مبارزات مردان را نادیده نگیرد.»
نیکلاس بالایسیس در نشریه روان‌شناسی امروز استدلال می‌کند که فیلم باربی تصویری «نسبتاً ظریف» از نرینگی ارائه می‌دهد که در دو مورد با مسائل و نگرانی‌های رایج در روان‌شناسی بالینی و درمان هم‌خوانی دارد: در مورد اول، که به «ارزش‌گذاری بیش از حد نگاه و توجه زنان به عزت‌نفس مردان و حتی حس وجودی هویت» مربوط می‌شود، کن به دلیل دریافت نکردن «حس جذابیت، ارزش و خودباوری» از نگاه و توجه باربی، به ابراز مردسالارانه و سلطه‌جویی مردانه بر «مردان دیگر، زنان یا اشیا» روی می‌آورد. در مورد دوم، که به «رابطه با شرم یا تنهایی وجودی و تبدیل آن به رابطه جنسی به‌عنوان آرام‌بخش» مربوط است، هنگامی که باربی در پرده سوم فیلم برای تسلی به کن نزدیک می‌شود، او این رفتار را به‌عنوان پیشنهادی جنسی تفسیر کرده و تلاش می‌کند او را ببوسد. بالایسیس این رفتار را به «تبدیل سریع شرم به خشم و رنجش» تشبیه می‌کند و می‌نویسد: «در اینجا می‌بینیم که تنهایی و اضطراب وجودی به یک درخواست جنسی تبدیل می‌شود؛ گویی رابطه جنسی می‌تواند این احساسات منفی را حل کند.»
مگان گاربر از نشریه آتلانتیک معتقد است که کن و سفر خودشناسی‌اش «شبیه به دوران نوجوانی» است. او می‌نویسد: «کن مانند هر نوجوانی در تلاش است تا هویت خود را کشف کند و امکانات جهان را امتحان می‌کند. اما نابالغی او مهار نشده است و این مشکل اصلی است. رویکرد نوجوانی او به جهان، به جای محدود ماندن، بر دیگران تحمیل می‌شود.» گاربر نتیجه می‌گیرد که کن تجسم «ایده اصلی» فیلم است که «مردسالاری شکلی عمیق از نابالغی» است. الیانا داکترمن از نشریه تایم نیز اشاره می‌کند که رادیکال شدن کن شبیه به جنبش حقوق مردان است، به‌ویژه در «احساسات تحقیرشدگی»، شکنندگی مردانه و دعوت به مردسالاری.

## امکان ساخت دنباله
در ۲۵ ژوئیه ۲۰۲۳، پس از اکران فیلم باربی، گرتا گرویگ، کارگردان، اعلام کرد که هیچ برنامه‌ای برای ساخت دنباله ندارد. در ۴ اوت ۲۰۲۳، گزارش شد که گرویگ، نوآ بامباک (نویسنده همکار) و بازیگران اصلی، مارگو رابی و رایان گاسلینگ، تنها برای یک فیلم قرارداد بسته بودند. با این حال، در ۱۳ دسامبر ۲۰۲۴، هالیوود ریپورتر گزارش داد که دنباله‌ای برای فیلم باربی در مراحل اولیه توسعه توسط کمپانی‌های وارنر برادرز و ماتل قرار دارد و گرویگ و بامباک برای بازگشت به پروژه انتخاب شده‌اند. نمایندگان وارنر برادرز، گرویگ و بامباک این ادعا را تکذیب کردند.